# Coppa di Polonia 2023-2024 (pallavolo maschile)
La Coppa di Polonia 2023-2024, 67ª edizione della coppa nazionale di pallavolo maschile, si è svolta dal 18 ottobre 2023 al 3 marzo 2024: al torneo hanno partecipato ventotto squadre di club polacche e la vittoria finale è andata per la prima volta al Warta Zawiercie.

## Regolamento
La formula del torneo ha previsto primo turno, secondo turno, terzo turno, quarto turno, quarti di finale, semifinali e finale.

## Squadre partecipanti
- Anioły Toruń
- Arka Chełm
- Asseco Resovia
- Avia Świdnik
- BAS Białystok
- Będzin
- Belsk Duży

- Bielsko-Bialskie
- Bobrowniki
- Fair Play
- Gwardia Wrocław
- Jastrzębski Węgiel
- LKPS
- MCKiS Jaworzno

- Olimpia Włodowice
- Projekt Warszawa
- Rudziniec
- Sparta
- Słupca
- SMS Spała
- SMS Spała II

- Trefl Gdańsk
- Trefl Gdańsk II
- Warta Zawiercie
- Wieleń
- Września
- ŻAK Krzeszyce
- Żychlin

## Torneo

### Tabellone
|  | Quarti di finale   | Quarti di finale |                 |                    | Semifinali | Semifinali |  |  | Finale | Finale |  |
|  |                    |                  |                 |                    |            |            |  |  |        |        |  |
|  | Jastrzębski Węgiel | 3                |                 |                    |            |            |  |  |        |        |  |
|  | Jastrzębski Węgiel | 3                |                 |                    |            |            |  |  |        |        |  |
|  | Trefl Gdańsk       | 0                |                 |                    |            |            |  |  |        |        |  |
|  | Trefl Gdańsk       | 0                |                 | Jastrzębski Węgiel | 3          |            |  |  |        |        |  |
|  |                    |                  |                 | Jastrzębski Węgiel | 3          |            |  |  |        |        |  |
|  |                    |                  | LKPS            | 0                  |            |            |  |  |        |        |  |
|  | Asseco Resovia     | 1                | LKPS            | 0                  |            |            |  |  |        |        |  |
|  | Asseco Resovia     | 1                |                 |                    |            |            |  |  |        |        |  |
|  | LKPS               | 3                |                 |                    |            |            |  |  |        |        |  |
|  | LKPS               | 3                |                 | Jastrzębski Węgiel | 1          |            |  |  |        |        |  |
|  |                    |                  |                 |                    |            |            |  |  |        |        |  |
|  |                    |                  | Warta Zawiercie | 3                  |            |            |  |  |        |        |  |
|  | Anioły Toruń       | 0                | Warta Zawiercie | 3                  |            |            |  |  |        |        |  |
|  | Anioły Toruń       | 0                |                 |                    |            |            |  |  |        |        |  |
|  | Projekt Warszawa   | 3                |                 |                    |            |            |  |  |        |        |  |
|  | Projekt Warszawa   | 3                |                 | Projekt Warszawa   | 0          |            |  |  |        |        |  |
|  |                    |                  |                 | Projekt Warszawa   | 0          |            |  |  |        |        |  |
|  |                    |                  | Warta Zawiercie | 3                  |            |            |  |  |        |        |  |
|  | Rudziniec          | 1                | Warta Zawiercie | 3                  |            |            |  |  |        |        |  |
|  | Rudziniec          | 1                |                 |                    |            |            |  |  |        |        |  |
|  | Warta Zawiercie    | 3                |                 |                    |            |            |  |  |        |        |  |

### Risultati

#### Primo turno
| 18 ottobre 2023 Szkoła P. im. W. Broniewskiego, Włodowice Durata: ? - Spettatori: ? | Olimpia Włodowice | 0 - 3 | Rudziniec        | 15-25, 11-25, 13-25               |
| 18 ottobre 2023 Hala sportowo-widowiskowa, Wieleń Durata: ? - Spettatori: ?         | Wieleń            | 0 - 3 | Września         | 21-25, 15-25, 21-25               |
| 18 ottobre 2023 Szkoła P. im. J. Korczaka, Lubniewice Durata: ? - Spettatori: ?     | ŻAK Krzeszyce     | 0 - 3 | Słupca           | 19-25, 21-25, 20-25               |
| 18 ottobre 2023 Zespół Szkół nr 1, Żychlin Durata: ? - Spettatori: ?                | Żychlin           | 0 - 3 | Sparta           | 25-27, 23-25, 23-25               |
| 18 ottobre 2023 Miejska Hala Sportowa, Danzica Durata: ? - Spettatori: ?            | Trefl Gdańsk II   | 2 - 3 | Anioły Toruń     | 12-25, 25-23, 22-25, 25-22, 13-15 |
| 18 ottobre 2023 Zespół Placówek Oświatowych, Końskie Durata: ? - Spettatori: ?      | Fair Play         | 0 - 3 | SMS Spała II     | 19-25, 14-25, 13-25               |
| 18 ottobre 2023 Hala widowiskowo-sportowa LUX, Bobrowniki Durata: ? - Spettatori: ? | Bobrowniki        | 2 - 3 | Bielsko-Bialskie | 15-25, 28-26, 25-23, 18-25, 13-15 |

#### Secondo turno
| 22 novembre 2023 P. Szkoła P. im. Jana Pawła II, Belsk Duży Durata: ? - Spettatori: ? | Belsk Duży   | 0 - 3 | Będzin           | 23-25, 18-25, 17-25             |
| 22 novembre 2023 Hala sportowa, Kleszczów Durata: ? - Spettatori: ?                   | Rudziniec    | 3 - 2 | MCKiS Jaworzno   | 20-25, 25-9, 25-17, 26-28, 15-6 |
| 22 novembre 2023 Hala sportowa MOSiR, Słupca Durata: ? - Spettatori: ?                | Słupca       | 3 - 1 | Gwardia Wrocław  | 25-21, 25-20, 11-25, 27-25      |
| 22 novembre 2023 Grodziska Hala Sportowa, Grodzisk M. Durata: ? - Spettatori: ?       | Sparta       | 3 - 1 | SMS Spała        | 23-25, 25-16, 25-23, 26-24      |
| 22 novembre 2023 Hala sportowa SP nr 28, Toruń Durata: ? - Spettatori: ?              | Anioły Toruń | 3 - 0 | BAS Białystok    | 25-19, 25-17, 25-18             |
| 20 novembre 2023 Hala COS OPO, Inowłódz Durata: ? - Spettatori: ?                     | SMS Spała II | 0 - 3 | Arka Chełm       | 14-25, 24-26, 14-25             |
| 22 novembre 2023 Szkoła Podstawowa nr 7, Świdnik Durata: ? - Spettatori: ?            | Avia Świdnik | 3 - 1 | Bielsko-Bialskie | 25-19, 23-25, 25-12, 25-15      |

#### Terzo turno
| 20 dicembre 2023 Hala sportowa, Kleszczów Durata: ? - Spettatori: ?      | Rudziniec    | 3 - 2 | Będzin       | 19-25, 28-30, 26-24, 25-19, 15-13 |
| 20 dicembre 2023 Hala sportowa MOSiR, Słupca Durata: ? - Spettatori: ?   | Słupca       | 3 - 1 | Września     | 25-21, 25-23, 19-25, 33-31        |
| 20 dicembre 2023 Hala sportowa SP nr 28, Toruń Durata: ? - Spettatori: ? | Anioły Toruń | 3 - 2 | Sparta       | 24-26, 21-25, 25-23, 25-19, 15-12 |
| 18 dicembre 2023 Hala sportowa MOSiR, Chełm Durata: ? - Spettatori: ?    | Arka Chełm   | 3 - 0 | Avia Świdnik | 25-17, 25-20, 26-24               |

#### Quarto turno
| 10 gennaio 2024 Hala sportowa, Kleszczów Durata: ? - Spettatori: ?      | Rudziniec    | 3 - 0 | Słupca     | 27-25, 25-22, 25-10        |
| 10 gennaio 2024 Hala sportowa SP nr 28, Toruń Durata: ? - Spettatori: ? | Anioły Toruń | 3 - 1 | Arka Chełm | 25-23, 17-25, 25-18, 25-18 |

#### Quarti di finale
| 14 febbraio 2023 Hala widowiskowo-sportowa, Jastrzębie-Zdrój Durata: 1h:20 - Spettatori: 2 592 | Jastrzębski Węgiel | 3 - 0 | Trefl Gdańsk     | 25-20, 25-20, 25-21        |
| 13 febbraio 2023 Hala Podpromie, Rzeszów Durata: 2h:07 - Spettatori: 1 700                     | Asseco Resovia     | 1 - 3 | LKPS             | 22-25, 23-25, 25-14, 19-25 |
| 14 febbraio 2023 Gliwice Arena, Gliwice Durata: 1h:56 - Spettatori: 816                        | Rudziniec          | 1 - 3 | Warta Zawiercie  | 15-25, 26-24, 16-25, 15-25 |
| 13 febbraio 2023 Hala sportowa SP nr 28, Toruń Durata: 1h:22 - Spettatori: 660                 | Anioły Toruń       | 0 - 3 | Projekt Warszawa | 14-25, 18-25, 12-25        |

#### Semifinali
| 2 marzo 2024 Kraków Arena, Cracovia Durata: 1h:37 - Spettatori: 9 143  | Jastrzębski Węgiel | 3 - 0 | LKPS            | 25-21, 25-23, 25-18 |
| 2 marzo 2024 Kraków Arena, Cracovia Durata: 1h:44 - Spettatori: 10 264 | Projekt Warszawa   | 0 - 3 | Warta Zawiercie | 18-25, 24-26, 27-29 |

#### Finale
| 3 marzo 2024 Kraków Arena, Cracovia Durata: 2h:14 - Spettatori: 13 935 | Jastrzębski Węgiel | 1 - 3 | Warta Zawiercie | 22-25, 25-20, 21-25, 20-25 |